# 拉多尔纳克
拉多尔纳克（法語：La Dornac，法語發音：[la dɔʁnak]）是法国多尔多涅省的一个市镇，属于萨拉拉卡内达区。

## 地理
拉多尔纳克（45°4'55"N, 1°21'35"E）面积15.86 平方千米，位于法国新阿基坦大区多爾多涅省，该省份为法国西南部内陆省份，是法國本土面积第三大的省，大致对应佩里戈尔地区，北起顺时针与夏朗德省、上维埃纳省、科雷兹省、洛特省、洛特-加龙省、吉倫特省和滨海夏朗德省接壤。
与拉多尔纳克接壤的市镇（或旧市镇、城区）包括：拉卡萨涅、雅亚克、纳达亚克、莱科托佩里古尔丹、泰拉松-拉维勒迪约。

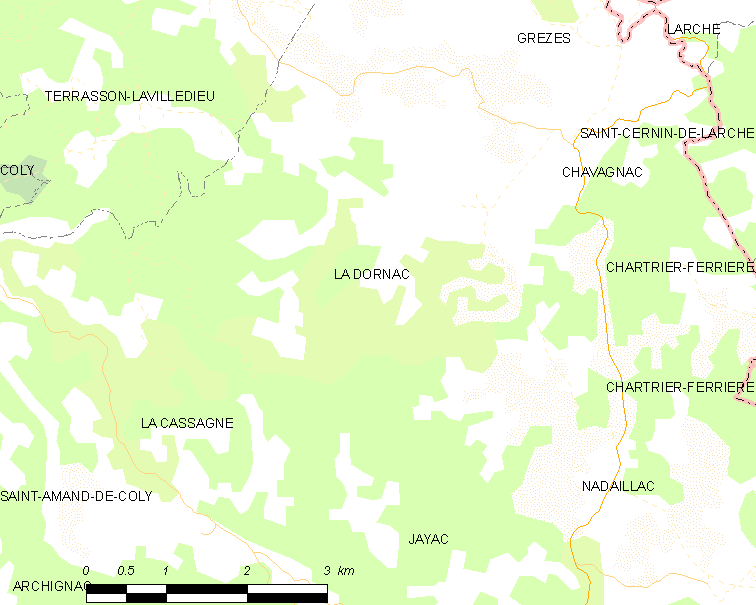
拉多尔纳克的OSM定位图

拉多尔纳克的时区为UTC+01:00、UTC+02:00（夏令时）。

## 行政
拉多尔纳克的邮政编码为24120，INSEE市镇编码为24153。

## 政治
拉多尔纳克所属的省级选区为泰拉松-拉维勒迪约县。

## 人口

1962-2008年间拉多尔纳克人口变化图示

拉多尔纳克于2022年1月1日时的人口数量为404人。